# 금구천 (옥천군)
금구천(金溝川)은 충청북도 옥천군 옥천읍 읍내를 관통하는 하천이다.

## 역사
2011년, 하천 바닥의 퇴적물과 낡은 구조물 등을 철거하고 탐방로 등을 새로 내는 공사를 진행하여 친수공간이 조성되었다.
2018년 11월, 옥천읍 시가지 경관조성 사업이 충청북도 지역균형발전 기반조성사업에 선정되었다. 계획대로라면 '생태하천 경관조성사업'에 따라 금구천 1.32㎞(삼양 사거리∼삼양초등학교) 구간에 이미지와 문구를 활용한 경관 조명이 설치되고, 특색 있는 벤치와 야경 포토존 등이 설치되게 된다.